# نيازي غوني
نيازي غوني (بالتركية: Niyazi Güney)‏ هو لاعب كرة قدم تركي في مركز الوسط، ولد في 26 أبريل 1974 في طرابزون في تركيا. لعب مع أنقرة غوجو وغازي عنتاب سبور وقونية سبور ونادي بشكتاش ونادي تورك تليكوم ونادي كارديمير كارابوك سبور.

## وصلات خارجية
- نيازي غوني على موقع اتحاد تركيا (لاعب) (الإنجليزية)
- نيازي غوني على موقع اتحاد تركيا (مدرب) (الإنجليزية)
- نيازي غوني على موقع قاعدة بيانات كرة القدم.إي يو (الإنجليزية)
- نيازي غوني على موقع عالم كرة القدم.نت (الإنجليزية)